# Fabianus
Fabianus, född i Rom, död år 250 i Rom, var påve från den 10 januari 236 till den 20 januari 250. Fabianus led martyrdöden under kejsar Decius förföljelse. Fabianus vördas som helgon inom Romersk-katolska kyrkan. Hans minnesdag firas den 20 januari.

## Biografi
Eusebios återberättar att de kristna, när de samlats i Rom för att välja ny påve, fick se en duva slå sig ner på Fabianus huvud, en lekman och främling i staden som utmärkte sig genom sin dygd. Han valdes till Roms biskop med acklamation, fastän det fanns flera berömda män bland kandidaterna till Petri stol.
Det sägs att Fabianus döpte kejsar Filip Araben och dennes son, att han uppförde några byggnadsverk i katakomberna, förbättrade kyrkans organisation, och att han utsåg tjänstemän för att registrera martyrernas gärningar. 
Enligt Catholic Encyclopedia finns "senare uppgifter, mer eller mindre trovärdiga", om att han sände missionärer till gallerna för att kristna dem efter att kejsar Decius förföljelser skingrat församlingarna där. Fabianus lät skicka sju biskopar från Rom till Gallien för att predika evangeliet: Gatianus till Tours, Trophimus till Arles, Paulus till Narbonne, Saturninus till Toulouse, Denis till Paris, Austromoine till Clermont och Martialus till Limoges. Han lät också hämta Hippolytus av Rom och påve Pontianus kroppar från Sardinien till Rom. Fabianus själv led martyrdöden under kejsar Decius förföljelser mot kristna, en av de första att dö vid det tillfället, den 20 januari 250, och begravdes i Calixtus katakomber. Den grekiska inskriptionen – ΘΑΒΙΑΝΟΣ ΕΠΙ ΜΡ – på hans grav finns ännu bevarad.
Fabianus gärningar beskrivs på följande sätt i Liber Pontificalis: ”Hic regiones dividit diaconibus et fecit vii subdiacones, qui vii notariis imminerent, Ut gestas martyrum integro fideliter colligerent, et multas fabricas per cymiteria fieri praecepit.” (”Han delade dessa regioner i diakonskap och bildade sju underdiakonskap vilka översågs av sju sekreterare, så att de sannfärdigt sammanställde martyrernas gärningar, och han lät utföra flera verk på gravplatserna.”)
Fastän det finns mycket litet autentisk information om Fabianus, finns det dock belägg för att hans biskopstid var av stor historisk betydelse för den tidiga kyrkan. Han hade högt anseende hos Cyprianus, biskopen av Karthago; Novatianus anför hans nobilissima memoriae, och han brevväxlande med Origenes.